# Соснин, Леонид Антонович
Леонид Антонович Соснин (1895—1973) — советский государственный деятель. Кандидат в члены ЦК КПСС (1939—1952).

## Биография
Родился 27 июля (8 августа) 1895 года в посёлке Очёр, ныне Пермский край.
В 1934 году окончил Промышленную академию, в 1949 году экстерном Московский энергетический институт по специальности инженер тепловых сетей.
- 1914—1915 — обходчик вагонов, Нижний Тагил.
- 1915—1917 — служба в армии: рядовой, унтер-офицер 4-го сапёрного полка, Самара.
- 1917—1918 — комиссар штаба Казанского военного округа и Казанского артиллерийского штаба.
- 1918 — председатель Астраханского военно-революционного совета, астраханский губернский военком.
- 1918—1919 — командир отряда, полка в 12-й и 10-й армиях.
- 1919 — помощник Челябинского губвоенкома.
- 1920 — Екатеринбургский губвоенком.
- 1920—1921 — командир 3-го Уральского полка 9-й и 11-й армий Южного фронта.
- 1921—1922 — окружной военком Карачаевской области.
- 1922—1923 — заместитель председателя военно-революционного трибунала, помощник прокурора фронта.
- 1923—1926 — прокурор наркомата юстиции РСФСР.
- 1926—1927 — Тамбовский губернский прокурор.
- 1927—1929 — Владимирский губернский прокурор.
- 1929—1931 — Ивановский областной прокурор.
- 1934—1937 — начальник строительства Варзобстрой, Сталинабад.
- 1937—1938 — начальник строительства Чирчикской ГЭС, Ташкентская область.
- 1938—1939 — начальник Главстройпрома и заместитель Наркома тяжёлой промышленности СССР.
- 1939—1946 — народный комиссар промышленности строительных материалов СССР.
- 1946—1953 — заместитель министра промышленности строительных материалов СССР.
- 1953—1955 — начальник Главшиферкровли Министерства промышленности строительных материалов СССР.
- 1955—1957 — заместитель министра строительства электростанций СССР.
- С октября 1957 года персональный пенсионер союзного значения.

Умер в Москве 18 июня 1973 года. Похоронен на Новодевичьем кладбище.

## Награды
- два ордена Ленина (22.08.1945; ...)